# 알골
알골(Algol, β Per, 페르세우스자리 베타)은 페르세우스자리에 있는 별이다. 가장 처음으로 발견된 식쌍성이자 잘 알려져 있는 변광성 가운데 하나이다. 알골은 실제로 알골 A, B, C 세 개의 별로 이루어진 삼중성으로, 가장 밝은 알골 A를 알골 B가 주기적으로 가린다. 따라서 2일 20시간 49분의 주기를 두고 2.3등급에서 3.5등급 사이로 밝기가 변한다. 알골 A가 C를 가릴 때도 식현상이 일어나지만, 여기서 발생하는 밝기 변화는 정교한 측정 장치 없이는 감지가 어렵다.

## 구성
알골은 실제로 세 개의 별로 이루어진 삼중성계이다. 구성원 A, B, C 중 A와 B는 매우 가까이 붙어 있으며(0.062 천문단위), 다른 C는 A와 B로부터 2.69 천문단위 떨어져서 공전하고 있다. 이들의 궤도 평면이 지구 관측자의 시선과 평행으로 놓여 있기 때문에 주기적으로 반성 B가 주성 A를 가리는 것처럼 보이며, 밝기는 감소한다. 알골 항성계의 총 질량은 태양의 5.8배 정도이며 세 항성의 질량비는 4.5 : 1 : 2이다.
| 구성원 | 긴반지름 | 이심률 | 공전 주기 | 궤도경사각 |
| ------ | -------- | ------ | --------- | ---------- |
| A—B    | 0.00218″ | 0.00   | 2.87 일   | 97.69°     |
| (AB)—C | 0.09461″ | 0.225  | 680.05 일 | 83.98°     |

천문학자들은 알골 항성계가 항성 진화 이론과 맞지 않음을 발견했으며 이를 알골 역설로 부른다. 쌍성계 구성원들은 거의 같은 시기에 탄생하며, 둘 중 질량이 무거운 쪽은 가벼운 쪽보다 빠르게 진화한다. 그러나 질량이 더 큰 알골 A는 주계열성임에 반해 질량이 작은 알골 B는 준거성이다. 이 역설은 질량 이동으로 설명할 수 있다. 질량이 큰 쪽은 준거성으로 진화하면서 자신의 로슈 한계 범위를 가득 채우며, 주성의 물질은 동반성으로 흘러들어간다. 실제로 알골과 비슷한 쌍성계에서 한 쪽 별의 가스가 다른 쪽 별로 흘러들어가는 모습이 관측되기도 했다.
알골 항성계는 엑스선 및 전파 플레어 형태로 활동량이 변화한다. 전자는 A에서 B로 질량이 옮겨지는 과정에서 두 항성의 자기장이 상호 작용하면서 발생한다. 전파 방출은 흑점과 같이 자기장의 활동 주기에 의해 발생하지만, 두 별 사이 자기장 세기는 태양의 열 배는 된다. 후자인 전파 플레어는 태양의 그것보다 더욱 강력하며 오래 지속된다.
알골은 지구에서 92.8광년 떨어져 있으나, 730만 년 전에는 지구에서 불과 9.8광년 거리밖에 떨어져 있지 않았다. 이때 알골은 밤하늘에서 -2.5등급(이는 목성이 가장 밝을 때와 비슷한 값이다)으로 보였을 것이며, 지금 우리가 보는 시리우스보다 훨씬 더 밝았다. 알골 항성계의 총 질량은 태양의 5.8배이기 때문에, 9.8광년은 꽤 먼 거리임에도 불구하고, 이 정도 질량은 태양계의 오르트 구름을 미묘하게 뒤흔들어 혜성들이 궤도를 태양계 쪽으로 바꾸게 만들었을 것으로 보인다. 그러나 이들이 행성들을 폭격할 확률에는 큰 변화가 없었던 것으로 생각된다.

## 문화
알골은 많은 문화권에서 불행을 가져다 준다고 여겨진 대표적인 별이다.
‘알골’이라는 이름은 ‘식시귀(구울)의 머리’라는 뜻의 아랍어 ‘라스 알굴’(رأس الغول, raʾs al-ghūl)에서 왔다. 히브리 전승에서는 이 별을 ‘사탄의 머리(Rōsh ha Sāṭān)’라 불렀다. 고대 중국에서는 알골이 관측되면 나라에 재난이 다가와 많은 시체가 쌓이게 된다하여 ‘적시성(積屍星)’이라 불렀다.

## 같이 보기
- 식쌍성
- 아다라